# Giorgio De Togni
Giorgio De Togni, né le 7 juillet 1985 à Ferrare en Italie, est un joueur italien de volley-ball. Il mesure 2,02 m et joue central. Il totalise 18 sélections en équipe d'Italie.

## Clubs
| Club                        | De        | À         |
| --------------------------- | --------- | --------- |
| ASD 4 Torri Ferrare Volley  | 2002-2003 | 2003-2004 |
| Sisley Volley               | 2004-2005 | 2004-2005 |
| Pallavolo Mantoue           | 2005-2006 | 2005-2006 |
| Pallavolo Padoue            | 2006-2007 | 2008-2009 |
| Sisley Volley               | 2009-2010 | 2011-2012 |
| Pallavolo Città di Castello | 2012-2013 | 2012-2013 |
| Piemonte Volley             | 2013-2014 | …         |

## Palmarès
- Coupe de la CEV (1)
  - Vainqueur : 2011
- Championnat d'Italie (1)
  - Vainqueur : 2005
- Coupe d'Italie (1)
  - Vainqueur : 2005
- Supercoupe d'Italie (1)
  - Vainqueur : 2005